# Sielsowiet Ryteń
Sielsowiet Ryteń (biał. Рытанскі сельсавет, Rytanski sielsawiet; ros. Рытанский сельсовет) – sielsowiet na Białorusi, w obwodzie grodzieńskim, w rejonie ostrowieckim, z siedzibą w Ryteniu.

## Demografia
Według spisu z 2009 sielsowiety Kiemieliszki i Podolce zamieszkiwało 2133 osób, w tym 1803 Białorusinów (84,53%), 204 Polaków (9,56%), 86 Rosjan (4,03%), 14 Ukraińców (0,66%), 13 Litwinów (0,61%), 5 Ormian (0,23%), 5 osób innych narodowości i 3 osoby, które nie podały żadnej narodowości.
Do 2019 liczba ludności spadła do 1991 osób. Największymi miejscowościami były wówczas Kiemieliszki (605 mieszkańców), Podolce (383 mieszkańców) i Ryteń (376 mieszkańców). Liczba ludności żadnej z pozostałych miejscowości nie przekraczała 64 osób.

## Geografia i transport
Sielsowiet geograficznie położony jest na Nizinie Naroczańsko-Wileńskiej (części Pojezierza Białoruskiego), a historycznie na Wileńszczyznie, w północnej części rejonu ostrowieckiego. Największymi rzekami są Wilia oraz jej dopływy: Klewel i Bołoszanka. Częściowo na jego terytorium znajdują się Jeziora Soroczańskie. Północną i częściowo zachodnią granicą sielsowietu jest granica państwowa z Litwą.
Znajdują się tu dwa obszary ochrony przyrody - Rezerwat Wodno-Bagienny Biały Mech (w całości) oraz Rezerwat Krajobrazowy Jeziora Soroczańskie (częściowo).
Przez sielsowiet przebiegają jedynie drogi lokalne.

## Historia
31 marca 2013 połączono sielsowiety Kiemieliszki i Podolce tworząc z nich sielsowiet Ryteń. Jego władze początkowo mieściły się w Kiemieliszkach. 4 marca 2014 przeniesiono je do Rytenia.

## Miejscowości
- agromiasteczka:
  - Kiemieliszki
  - Podolce
  - Ryteń
- wsie:

| - - Apuszyny - Baranie - Biała Woda - Brzezina - Buciurmy - Bujki - Czechy - Dawciuny - Drawnele - Duda - Dworczyszcze | - - Gwoździkiany - Hadziłuny - Jasień - Józefpol - Koreniaty - Kurnickie - Litwiany - Mużyły - Niekraszuny - Pinaniszki - Plechocie | - - Podlipiany - Polany - Polańskie Parcele - Ponarce - Popiszki - Preny - Przewoźniki - Rudziszki (hist. Rudziszki Żusińskie) - Sawiszki - Staśkieły | - - Strypuny - Szadziuny - Ścipiny - Świranki Małe - Świrany Małe - Świrany Wielkie - Trzeciaki - Wielkie Świranki - Worziany - Żusiny |

- chutory:

| - - Ajele - Aloksa - Babieniszki - Bojary - Bołosza - Bołoszynka - Borowo - Brukaniszki - Chmielany - Dudka - Golniszki | - - Izary - Kamianicznik - Klewaciszki - Kuciszki - Kukieniszki - Leszczynowo - Leweliszki - Litwiany - Malarka - Malinówka - Marcjanowo | - - Margiele (hist. Margiele Żusińskie) - Marhielki (hist. Margiele Malinowskie) - Moczuły - Notno - Nowina - Podziurze - Pojedunie - Popłock - Posieliszcze - Potoka (hist. Potoka Mużylska) - Potoka Koreniacka | - - Radzi (hist. Rodziewszczyzna) - Rojściszki - Rudziszki (hist. Rudziszki Podwilejskie) - Tabory - Tarkowszczyzna - Trokiszcze - Uświać - Wartacze - Wierdzieliszki - Zabieliszki - Zameczak |